# Halálod appja
A Halálod appja (eredeti cím: Countdown) 2019-es amerikai horrorfilm, amelyet Justin Dec rendezett és írt.
A producerei John Rickard, Zack Schiller, Sean Anders és John Morris. A főszerepekben Elizabeth Lail, Jordan Calloway, Talitha Bateman, Tichina Arnold és P. J. Byrne láthatók. A film zeneszerzői Danny Bensi és Saunder Jurriaans. A film gyártója a Boies / Schiller Film Group, a Two Grown Men és a Wrigley Pictures, forgalmazója az STX Entertainment.
Amerikában 2019. október 25-én mutatták be a mozikban. Magyarországon 2019. október 24-én mutatták be a mozikban.

## Cselekmény
Egy bulin Courtney és barátai letöltik a Countdown alkalmazást, ami elméletileg megjósolja, hogy mennyi időd van még a halálod napjáig. Courtney megdöbbenve látja, hogy 3 óra múlva meg fog halni. Evan Courtney barátja részegen autóba ül, viszont a lány nem tart vele. Courtney értesítést kap az apptól, hogy megszegte a felhasználói feltételeket. Hazatérve egy láthatatlan entitás megtámadja és megöli, amikor az időzítő eléri a nullát. Eközben Evan lezuhan az autójával és az egyik ülést egy faág nyársalja fel, ahol Courtney ült volna.
Quinn Harris ápolónő, abban a kórházban dolgozik, ahová a sérült Evant szállítják. Főnöke Dr. Sullivan gyakran szexuálisan zaklatja az ápolónőt és a többi nővért. Evan elmondja Quinn-nek Courtney-t és az alkalmazással való gyanúját. Azt is elmondja, hogy a műtéten fog meghalni. Quinn letölti az alkalmazást és elborzad, mikor megtudja, hogy három napja van hátra. Evan kihagyja a műtétet és Ő is megkapja azt az üzenetet, hogy megszegte a felhasználói feltételeket. Courtney démoni változata megöli.
Quinn lemondja, a húgával, Jordannal és az apjával közös programot, és kapja is az értesítést, hogy megszegte a felhasználói feltételeket. Quinn keress az alkalmazással való híreket és megtudja, hogy aki letöltötte az alkalmazást, azok mind meghaltak, de a híreket hamisnak tekinti. Vesz egy új telefont, de rájön, hogy a Countdown automatikusan telepítette magát a készülékre. Találkozik Mattel, akinek a Countdown szerint Quinn előtt fog meghalni néhány órával.
Quinnt felfüggesztik Sullivan miatt. Mattet megtámadja az entitás, aki az elhunyt testvére formájában jelenik meg. Quinn és Matt megnézik a felhasználói felvételeket, ami kimondja, hogy akkor lesz megszegve, ha a felhasználó megpróbálja megváltoztatni a sorsát. Quinn lemondta a családjával való kirándulást, Matt lemondta a vonattal való utazást, ahol meghaltak volna. Feltörik az alkalmazás, és látják, hogy Jordan közvetlenül Quinn előtt hal meg. Derek, aki segített nekik feltörni az appot hozzáad mindhármojukhoz több évet, hogy tovább éljenek. Quinnt megtámadja egy démon és visszaáll az eredeti időhöz.
Elmennek egy paphoz, John atyához, aki a démont Ozhin-ként azonosítja. És az elmélet szerint az átok megtörhető, ha valaki idő előtt hal meg, vagy idő után. Mattet Ozhin kicsalja is megöli.
Quinn a sérült Jordannal kórházba megy, ahol megtudja, hogy Sullivan más munkatársakat is zaklat. Quinn Sullivant akarja megölni, mivel neki az app 57 évet mutat. Ozhin megmenti az orvost. Quinn túladagolja magát, ezzel feláldozva magát. Jordan észreveszi, hogy Quinn azt írta a karjára, hogy Naloxon. Quinn megmenekül és boldogan látták, hogy a visszaszámlálok leálltak.
Később Quinn híreket hall Sullivan letartóztatásáról. Felvedez egy alkalmazást a Countdown 2.0-t és letölti a telefonjára.
A stáblista közepén Derek épp egy randevún van, ahol értesítést kap, hogy megszegte a felhasználói feltételeket. Az étteremben kialszanak a fények, mielőtt a démon megtámadja.

## Szereplők
| Szereplő | Színész           | Magyar hang        |
| --- | ----------------- | ------------------ |
| Quinn Harris | Elizabeth Lail    | Czető Zsanett      |
| Matt Monroe | Jordan Calloway   | Penke Bence        |
| Jordan Harris | Talitha Bateman   | Hermann Lilla      |
| Amy nővér | Tichina Arnold    |                    |
| John atya | P. J. Byrne       | Elek Ferenc        |
| Dr. Sullivan | Peter Facinelli   | Barát Attila       |
| Courtney | Anne Winters      | Bogdányi Titanilla |
| Charlie Harris | Matt Letscher     | Makranczi Zalán    |
| Evan | Dillon Lane       | Timon Barnabás     |
| Derek | Tom Segura        | Gémes Antos        |
| Scott | Charlie McDermott | Baradlay Viktor    |
| Gerry | John Bishop       | Pálfai Péter       |
| Lexus sofőr | John Barbolla     | Markovics Tamás    |
| További magyar hangok |                   |                    |
| Baráth István, Bordás János, Braun Rita, Dér Mária, Gazdik Kati, Kardos Lili, Koncz-Kiss Anikó, Pál Dániel Máté, Pásztor Tibor, Tamási Nikolett, Zsolnai Júlia |                   |                    |

## Gyártás

### Szereposztás
2019 márciusában Elizabeth Lail kapta a film vezető szerepében. 2019 áprilisában bejelentették, hogy Talitha Bateman, Peter Facinelli, Jordan Calloway, Tom Segura, P. J. Byrne, Anne Winters és Tichina Arnold is csatlakoztak a színészgárdához.

## Bemutatás
A Halálod appját 2019. október 25-én mutatták be az Egyesült Államokban. A film előzetesét 2019. szeptember 13-án mutatták be. Az STX Entertainment állítólag 15 millió dollárt költött a film népszerűsítésére. A stúdió a YouTuber Brent Rivera által vezetett Amp Studios együttműködésével népszerűsítette a filmet olyan közösségi média alkalmazásokban, mint a TikTok.
Ryan Boyling fejlesztő miután látta a film előzetesét, elkezdett egy véletlengenerátoros alkalmazást készíteni, ami pontosan úgy nézet ki mint a filmben. Az alkalmazás iOS és Android telefonra egyaránt elérhető. 2019 októberében App Store lista első helyen volt.
A filmet Digital HD formátumban 2020. január 14-én, DVD-n és Blu-ray formátumban 2020. január 21-én, az Egyesült Királyságban pedig 2020. március 2-án adták ki.